# Законодательное собрание Маршалловых Островов

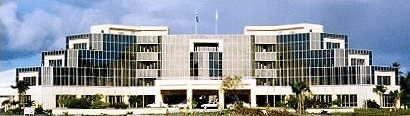
Здание законодательного собрания в Маджуро

Законодательное собрание Маршалловых Островов или Нитиджела (англ. Legislature of the Marshall Islands, марш. Nitijeļā) состоит из 33 одномандатных депутатов, избираемых на четырёхлетний срок по 5 округам. Последние выборы прошли 17 ноября 2007 года. В стране активны только две политические партии — «Объединённая демократическая партия Маршалловых Островов» и «Наши острова». Остальные политические партии пока не активны.

## История
В 1964 году был создан «Конгресс Микронезии» как законодательное собрание Подопечной территории Тихоокеанских островов.
В 1978 Маршалловы острова проголосовали за независимость и освобождение от целевого региона в ходе референдума.
На 1 мая 1979 года конгресс Маршалловых Островов принял первую конституцию и в том же году парламент провел своё первое заседание.